# Грачёвский сельсовет (Грачёвский район)
Грачёвский сельсовет — сельское поселение в Грачёвском районе Оренбургской области Российской Федерации.
Административный центр — село Грачёвка.

## История
9 марта 2005 года в соответствии с законом Оренбургской области № 1897/325-III-ОЗ образовано сельское поселение Грачёвский сельсовет, установлены границы муниципального образования.

## Население
| 2010  | 2012  | 2013  | 2014  | 2015  | 2016  | 2017  |
| ----- | ----- | ----- | ----- | ----- | ----- | ----- |
| 6137  | ↘6057 | ↘5985 | ↘5874 | ↘5779 | ↘5702 | ↘5610 |
| 2018  | 2019  | 2020  | 2021  |       |       |       |
| ↘5518 | ↘5447 | ↘5413 | ↘5307 |       |       |       |

## Состав сельского поселения
| № | Населённый пункт | Тип населённого пункта       | Население |
| - | ---------------- | ---------------------------- | --------- |
| 1 | Грачёвка         | село, административный центр | ↘5580     |
| 2 | Каменка          | село                         | 15        |